# Thalass Air
Venez à Quiberon par Thalass Air
Thalass Air (primitivement appelée « Air Bobet ») était une compagnie d'aviation française basée à Quiberon dans le département du Morbihan et créée par le champion du monde cycliste breton Louison Bobet afin de transporter ses clients jusqu'à sa thalassothérapie de Quiberon.

## Histoire
En 1962, le triple vainqueur du Tour de France et ancien champion du monde au milieu des années 1950, Louison Bobet (de son vrai nom Louis Bobet) qui a contribué à la renommée de la thalassothérapie en France, ouvrit son premier institut de thalassothérapie à la pointe de Goulvars à Quiberon.
En 1964, la « Thalassa » de Quiberon, sur le boulevard qui porte son nom aujourd'hui, était inaugurée par Raymond Marcellin, ministre de la Santé, et Maurice Herzog, secrétaire d'État aux sports.
Louison Bobet était un grand passionné d'aviation et de vélo. Il était lui-même pilote d'avion (brevet 2° degré en 1956) et possédait son propre appareil, un biplace Jodel D-117 (90 cv) immatriculé F-BHNE (06/1956 à 02/1957) revendu par la suite à l'aéroclub de Saint-Brieuc.
La jeune société de transport à la demande « Air entreprise » basée à l'aéroport de Toussus-le-Noble dans les locaux de France Aéro Service, assurait fin 1969, par accord avec Louison Bobet, le transport des malades et curistes à Quiberon en Piper PA-23-250 Aztec (immatriculé F-BRPM).
Mais pour desservir son institut dans les meilleurs délais, Louison Bobet créa le 6 octobre 1971 sa propre société d'aviation, dénommée Thalass Air,.
Un certificat de transporteur aérien était délivré le 13 juin 1972.
La compagnie aérienne Thalass Air (ou Air Bobet,), fondée par Louison pour son fils Philippe (qui est devenu par la suite pilote de ligne), assurait les liaisons vers l'aérodrome de Quiberon notamment de l'aéroport de Paris-Le Bourget,.
Les avions étaient enregistrés sous les raisons sociales Thalass Air, Air Bobet ou sous le propre nom de Bobet, sociétés enregistrées au greffe du Tribunal de Commerce de Lorient.
La première année d'exploitation, la compagnie a transporté 628 passagers jusqu'à Quiberon.
Le prix du billet (A/R) en 1972 était de 600 francs, soit 588 euros en 2018 (Valeur Franc/€ par l'INSEE).
La compagnie disposait d'un hangar à l'aérodrome de Quiberon où, dès le début des vols, une personne s'occupait des réservations et de l'accueil des passagers. Au Bourget, c'était la société TRANSAIRCO qui assurait le handling (assistance aéroportuaire).
En 1973, Thalass Air et la société de transport aérien rennaise, Airal Transport, société de Joseph Floch, concessionnaire Cessna à l'aéroport de Rennes, signaient un accord d'exploitation en commun de leurs appareils.
Thalass Air faisait partie de l'Association nationale des transporteurs aériens à la demande (ANTALD) tout comme Air Affaires, Air Atlantique, Air Fret ou Air Wasteels, Darta, France Aéro Service, Air Passaquay, Nantes Aviation ou Euralair.
En 1977, Louison Bobet vendait 80 % de sa société à M. Guillou, propriétaire de  l'entreprise de travail aérien « Air Cornouailles » puisque Louison Bobet se faisait « démissionner » par le conseil d'administration en juillet 1976 à la suite d'une mauvaise entente avec Jacques Borel et la chaîne Sofitel, qui avait pris les rênes du pouvoir. Louison Bobet pilotait lui-même certains vols mais était entouré de pilotes, techniciens ou responsables techniques Beech 68 et 90.
Le retrait d'autorisation de transport aérien intervenait le 7 juin 1979.
En 1981, Thalass Air faisait une dernière demande d'autorisation de transport pour des liaisons Quiberon-Belle-Île, ligne exploitée par la passé par la compagnie bretonne Rousseau Aviation.
Louison Bobet meurt en 1983 à Biarritz où il avait ouvert une thalassothérapie.
Aujourd'hui, il ne reste de la Thalass Air que les dix grandes lettres majuscules du nom de la société sur le côté droit d'un des hangars de l'aérodrome de Quiberon,.
Aujourd'hui encore, Thalass Air est prise en exemple avec Finistair car la compagnie s'invite dans la campagne électorale 2020 de Quiberon au sujet de l'éventuel retour de ce nom pour une liaison aérienne vers Paris ou de grandes villes françaises au départ de Quiberon.

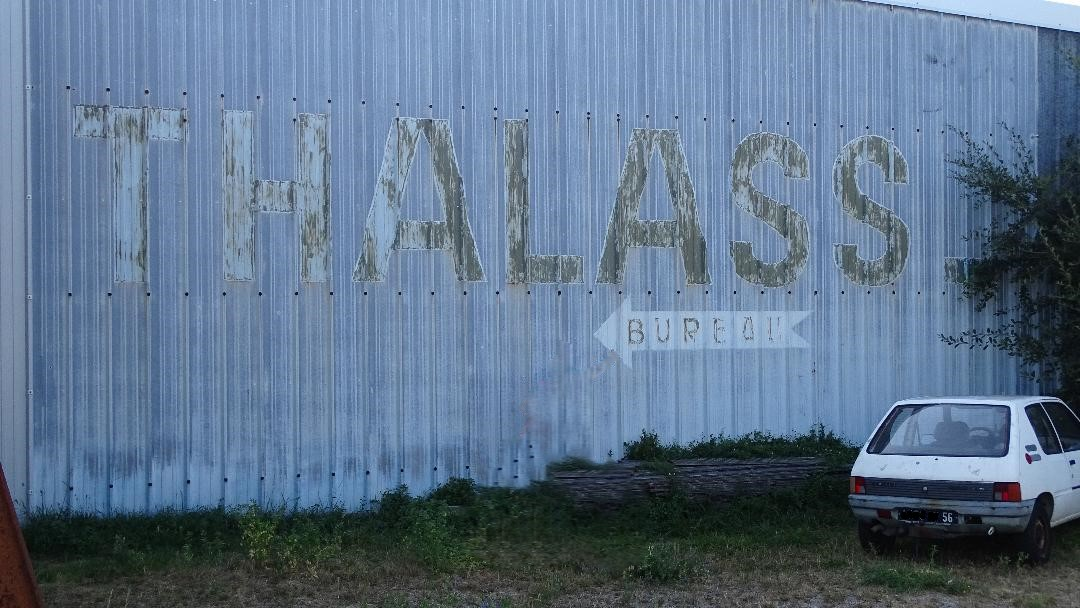
Partie de l'ancien hangar de la compagnie THALASS-AIR Aérodrome de Quiberon (Morbihan) en 2019

## Le réseau
La Thalass Air assurait surtout des vols à la demande entre Quiberon et Paris-Le Bourget ou d'autres aéroports français pour aller chercher les curistes.
En 1972, elle assura aussi la liaison régulière entre Quiberon et Belle-Île-en-Mer.

## Flotte
La compagnie utilisait les appareils suivants dont le nom est complété par le lieu d'immatriculation auprès de la DGAC : 
- D-140 Mousquetaire F-BKSI (1967-68) , société Thalass Air, aérodrome de Quiberon[29].
- DR-221 Dauphin F-BPRA (1968-80), société Thalass Air, aérodrome de Quiberon[30].
- Piper 23-250 Aztec F-BRNU (1970-72), société Thalass Air, aérodrome de Quiberon, puis Air Bobet siège Thalassothérapie de Quiberon.
- Beech 65-A80 Queen Air F-BNAP (1971-74), société Thalass Air, aérodrome de Quiberon.
- Beech 65-90 King Air F-BTOK (1972-74), société Air Bobet, siège thalassothérapie de Quiberon.
- Beech 58 Baron F-BUYR (1974-80), société Thalass Air, aérodrome de Quiberon puis Louis Bobet (Louison Bobet) avenue Hoche à Paris 8e.
- D-140 Mousquetaire F-BKSB (1975-84), société Thalass Air, aérodrome de Quiberon[31].